# Justus Ludwig Schlemm (Beamter)

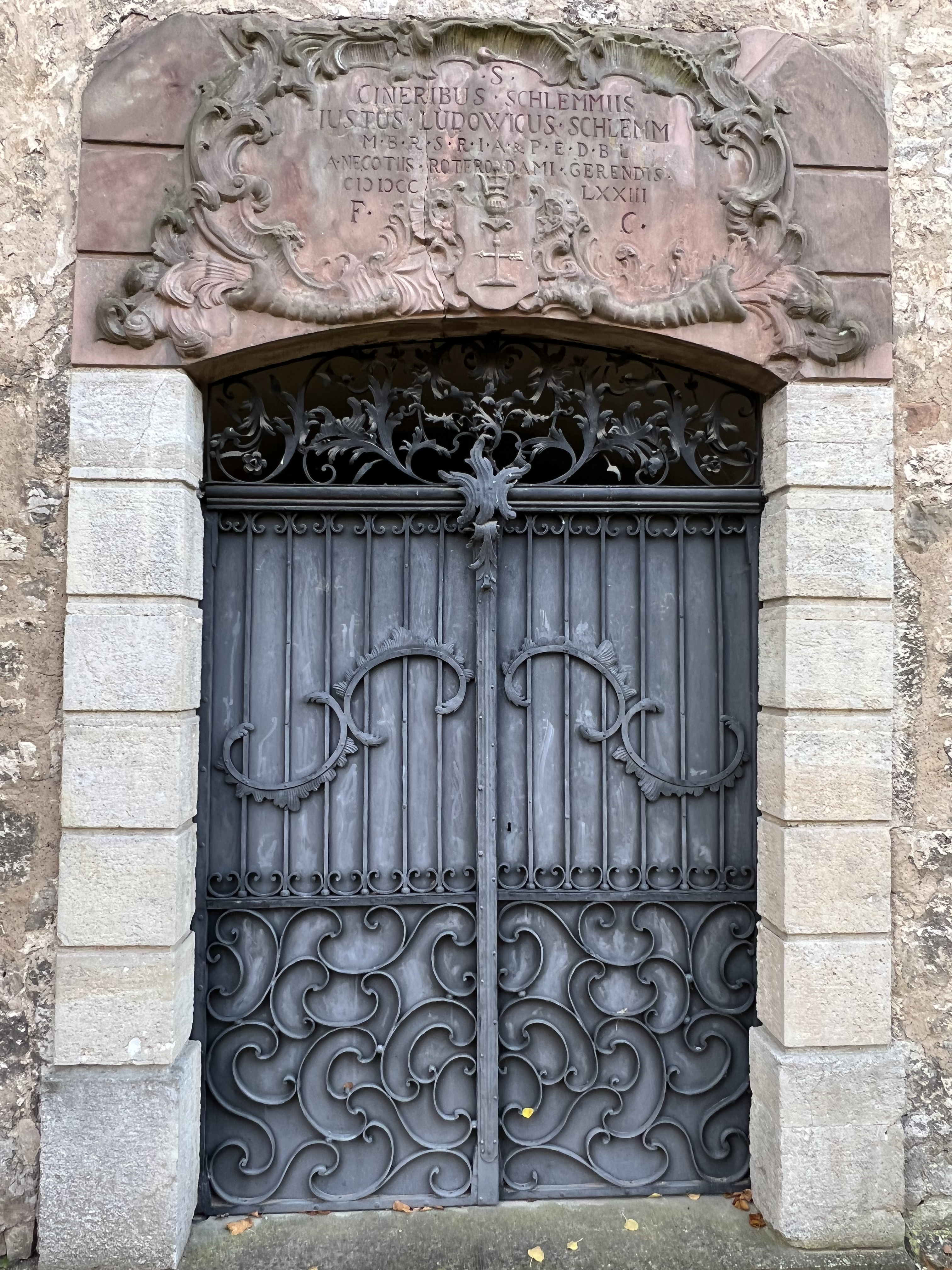
Rokokoportal an der Nordseite des Turms von St. Petri, Weende: Erbbegräbnis Justus Ludwig Schlemm

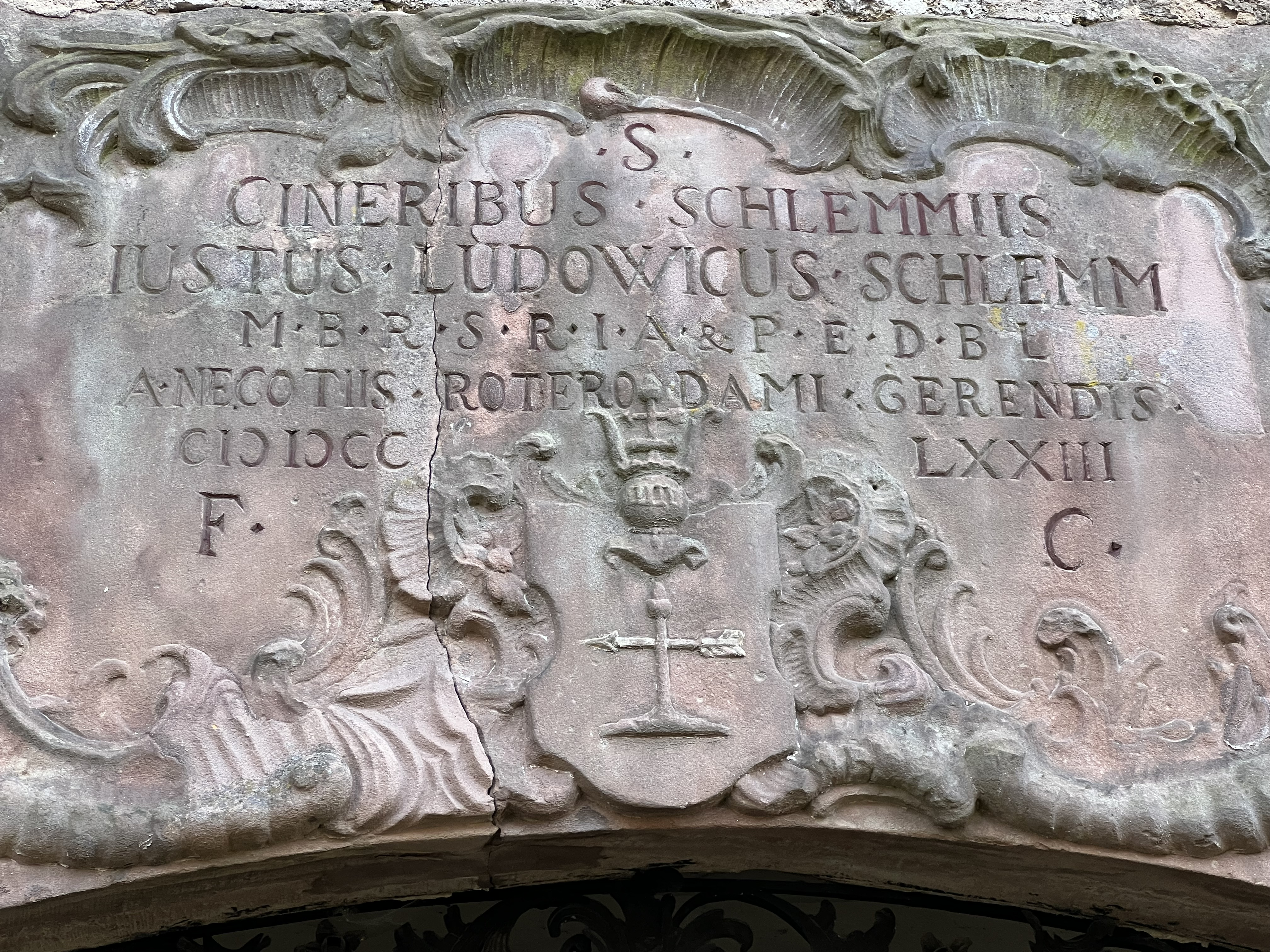
Detail: lateinische Inschrift

Justus Ludwig Schlemm (* 17. Juli 1686 in Uslar am Solling; † 28. Februar 1765 in Weende bei Göttingen) war ein deutscher Beamter.

## Leben

### Werdegang
Schlemm wurde 1686 in der Stadt Uslar zur Zeit des Herzogtums Braunschweig-Lüneburg als Sohn des dortigen Amtmanns Justus Schlemm (geboren 1646 in Hameln, gestorben 1707 in Herzberg am Harz) und der Martha Juliane geb. Spangenberg (geboren 1654 in Hann. Münden, gestorben 1725).
Justus Ludwig Schlemm studierte an der Universität Jena. Ab etwa 1714 wirkte er für die Herrschaft des Fürstentums Schwarzburg als Amtmann in Großbodungen.
Ab 1719 war Schlemm für das Kurfürstentum Braunschweig-Lüneburg in Harste tätig, wo er zunächst als Amtmann im Amt Harste wirkte und nach rund drei Jahrzehnten ab 1749 als Oberamtmann der staatlichen Verwaltungseinrichtung.
In den 1750er Jahren setzte sich Schlemm – ebenso wie der Göttinger Superintendent Johann Erich Block – gegenüber dem Konsistorium erfolgreich für eine „Hauptreparatur“ der Weender St.-Petri-Kirche ein, in deren Folge das Sakralgebäude sein heutiges Aussehen erhielt. Ebenso bewirkten die beiden gemeinsam mit dem Geistlichen Johann Christian Götze den im spätbarocken Stil 1755 errichteten Neubau der Esebecker Kirche St. Pankratius.
Als Amtmann wurde Schlemm während des Siebenjährigen Krieges am frühen Morgen des 1. August 1758 durch das „Fischersche Corps“ gemeinsam mit „2 Wagen mit blessierten“ mitgeführt sowie mit dem Oberkommissar und Weender Amtmann Anton Caspar Christoph Cleve und entweder mit dem Harster Pastor Johann Justus Walther (25. Dezember 1704–25. August 1785) oder mit dem aus Göttingen stammenden Weender Pastor Justus Christof Reinholt (circa September 1675–22. Januar 1761).
Schlemm, der letztmals im Hannoverschen Staatskalender von 1759 als Amtmann angegeben wurde, wurde 1761 außer Dienst gestellt und wirkte anschließend auf dem von ihm erworbenen Hof in Weende. Dort starb er 1765 im Alter von 78 Jahren.

### Familie
Justus Ludwig Schlemm war verheiratet mit Sophia Elisabeth geb. Rohde (1695–1758). Er war der Vater von Johann Friedrich August Schlemm (1715–1769).